# Csötrul dücsen
A csötrul dücsen vagy csonga csöpa vagy más néven vajlámpa fesztivál a tibeti hagyományokban a Gautama Buddha életének négy eseményére emlékező négy buddhista fesztivál egyike. A csötrul dücsen közvetlenül a tibeti újév (loszár) után következik, a tibeti naptár első hónapjának 15. napján, teliholdkor, amelyet úgy neveznek, hogy bumgyur dava. Itthon ez általában március hónapra szokott esni. Az év első tizenöt napja azt a tizenöt napot ünnepli, amikor a történelmi Buddha csodákat mutatott be a tanítványai számára.
A csötrul dücsen, azaz a „csodás megnyilvánulások napja” a tibeti buddhisták egyik ünnepnapja, amelyikről úgy tartják, hogy ezen a napon a pozitív és a negatív cselekedetek is tízmilliószor nagyobb hatást érnek. Az eseményre emlékezve a tibetiek virág, fa, madár és más szerencsehozó szimbólumokat formázó lámpákat készítenek jakvajból. A lámpákat díszes helyekre kerülnek az emberek otthonában és a köztereken, és időnként épületmagasságú szerkezeteket is építenek. Ezen az ünnepen az emberek rengeteg mécsest gyújtanak.